# Charlotte Sicotte
Pour les articles homonymes, voir Sicotte.
Charlotte Sicotte est une pièce de théâtre québécoise pour enfants de 5 à 9 ans créée en 1989 d'une durée de 55 minutes. Elle a aussi été diffusée à la télévision le 13 octobre 1990 dans l'émission Vidéo-Théâtre sur le Canal Famille.

## Fiche technique
- Texte : Pascale Rafie
- Mise en scène : Michel Fréchette et Michel P. Ranger
- Décor : Martin Ferland
- Marionnettes : Fanny (Francine Bouchard)
- Éclairages : Claude Cournoyer
- Musique : Joël-Vincent Bienvenue
- Consultante à la création : Francine Pinard
- Marionnettistes : Claire Gonthier, Richard Lalancette, Patrick Martel et André Meunier
- Voix des marionnettes : Sylvie Beauregard, Jacques Piperni, Michel P. Ranger et Lucie Saint-Cyr
- Voix à la télévision : Michel Dussault, Marc Labrèche, André Meunier, Louise-Anouk Ouellet, Jacques Piperni, Michel P. Ranger
- Réalisation à la télévision : André Barro et Robert Desfonds
- Production : Avant-Pays